# Primo Andrighetto
Primo Andrighetto (Schio, 20 febbraio 1917 – Schio, 7 febbraio 1963) è stato un calciatore italiano, di ruolo centrocampista.

## Caratteristiche tecniche
Giocava come mediano.

## Carriera
Formatosi nel club della sua città, lo Schio, venne ingaggiato dal Bari nel 1937.
Con i pugliesi rimase quattro stagioni, prima di passare al Genova 1893.
In rossoblu rimase sino al 1946, disputando anche il Campionato Alta Italia 1944 ed era nella rosa della squadra che partecipò alla Coppa Città di Genova che nei primi mesi del 1945 sostituì il normale campionato a causa degli eventi bellici che sconvolgevano l'Europa in quel periodo. La competizione fu vinta dai rossoblu che sorpassarono all'ultima giornata i rivali del Liguria; ad Andrighetto ed a ciascun vincitore della competizione furono date in premio 20.000 lire dal futuro presidente rossoblu Antonio Lorenzo.
Lasciata Genova, viene ingaggiato dalla Carrarese, prima di andare al Marzotto Valdagno.
Nel 1949 torna allo Schio, società nel quale chiuderà la carriera agonistica nel 1952.
Vanta 154 partite in Serie A più 17 partite del campionato di guerra.

## Palmarès

### Club

#### Competizioni regionali
- Coppa Città di Genova: 1

Genova 1893: 1945